# Matiguás
Matiguás – miasto w Nikaragui, w departamencie Matagalpa.